# Lalla (epiteto)
Lalla (a volte abbreviato in lla) è un appellativo di origine berbera che viene tradotto con "signora" e in Maghreb si suole preporre al nome di una donna importante o in quanto appartenente a famiglia di rilievo (per esempio le donne della famiglia reale del Marocco) o per motivi religiosi (in particolare, le donne di stirpe marabuttica), analogamente all'uso maschile sidi (abbreviato Si).
Diverse donne celebri recano questo epiteto:
- Lalla Salma, moglie del re Mohammed VI del Marocco.
- Lalla Latifa Hammou, moglie del re Hassan II del Marocco, con le sue figlie Lalla Meryem, Lalla Asma e Lalla Hasna.
- Lalla Janina Beya, moglie di Lamine Bey, ultimo bey di Tunisi.
- Lalla Fadhma n'Soumer (1830-1863), eroina della resistenza della Cabilia contro le forze francesi.

Alcuni nomi di sante sono poi passati anche nella toponomastica:
- Lalla Khadija, una pia donna che visse da eremita sui monti del Djurdjura (Cabilia), e che ha lasciato il suo nome alla cima più alta di questa catena (m.2308).
- Lalla Maghnia, una santa che diede il nome alla città omonima in Algeria.
- Lalla Mimouna, una santa musulmana, festeggiata però con calore anche dagli ebrei marocchini, che ha dato il nome alla città omonima nella provincia di Kenitra.